# Dana Pyritz
Dana Pyritz, född den 31 augusti 1970 i Kühlungsborn i dåvarande Östtyskland, är en tysk roddare.
Hon tog OS-brons i fyra utan styrman i samband med de olympiska roddtävlingarna 1992 i Barcelona.